# Hallenradsport-Weltmeisterschaften 2016
Die Hallenradsport-Weltmeisterschaften 2016 fanden vom 2. bis 4. Dezember 2016 in Stuttgart in Deutschland statt.
Es werden Wettkämpfe im Radball und Kunstradfahren ausgetragen.
Mit vier Goldmedaillen war Deutschland die erfolgreichste Nation, welche die Wettbewerbe im Einer- und Zweierkunstradfahren sowohl der Frauen als auch der Männer gewinnen konnte.

## Organisation

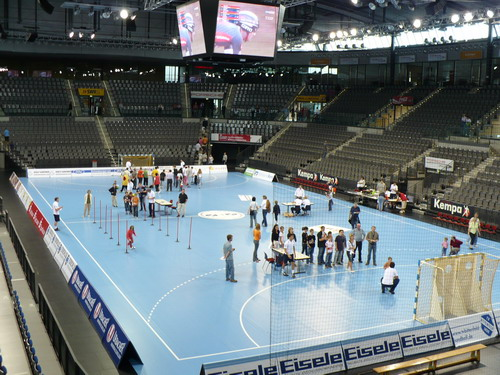
Innenraum der Porsche-Arena - Veranstaltungsort für die Hallenradsport-Weltmeisterschaften 2016

Vom Radsportweltverband Internationalen Radsport-Verband (UCI) werden seit 1956 Hallenradsport-Weltmeisterschaften organisiert – Radball-Weltmeisterschaften bereits seit 1930.
2016 fanden die Weltmeisterschaften nach 1959 und 2010 zum dritten Mal in Stuttgart statt und sie wurden wie schon 2010 wieder in der Porsche-Arena ausgetragen.

## Radball
Es wurde ein 2er-Teamwettkampf bei den Herren durchgeführt.

### Modus
Das Turnier umfasst zwei Gruppen: Gruppe A mit den sechs stärksten Nationen des Vorjahres und die Gruppen B mit sieben schwächeren Mannschaften.
In beiden Gruppen gab es jeweils eine Runde, in der alle einmal gegen alle spielten. In der Zwischenrunde der Gruppe-A-Teams trifft die zweitplatzierte Mannschaft der Vorrunde auf die fünftplatzierte und die dritt- auf die viertplatzierte.
Die beiden Sieger dieser Zwischenrunde und der Sieger der Vorrunde qualifizieren sich für die Halbfinale.

Im ersten Halbfinale trifft der Sieger der Vorrunde auf den Sieger aus dem Spiel zwischen dem zweit- und fünftplatzierten.
Der Verlierer dieses Spiels muss in einem zweiten Halbfinale gegen den Sieger aus dem Spiel zwischen dem dritt- und viertplatzierten antreten. Die beiden Sieger aus den Halbfinalen spielen schließlich im Finalspiel den Weltmeister aus.
Der Sieger der Gruppe B tritt schließlich gegen den Tabellensechsten der Gruppe A um den Aufstieg respektive Verbleib in Gruppe A an.

### Gruppe A
Endstand
| Rang | Land        | Spieler           | Spieler         |
| ---- | ----------- | ----------------- | --------------- |
| 1.   | Österreich  | Patrick Schnetzer | Markus Bröll    |
| 2.   | Schweiz     | Dominik Planzer   | Roman Schneider |
| 3.   | Deutschland | Bernd Mlady       | Gerhard Mlady   |
| 4.   | Tschechien  | Jiří Hrdlička     | Pavel Loskot    |
| 5.   | Frankreich  | Quentin Seyfried  | Benjamin Meyer  |
| 6.   | Belgien     | Brecht Damen      | Niels Dirikx    |

Die beiden Österreicher Markus Bröll und Patrick Schnetzer setzten sich im Finale gegen die Schweizer Dominik Planzer und Roman Schneider durch und sicherten sich damit den vierten WM-Titel in Folge.

### Gruppe B
In der Gruppe B siegte Japan vor den Spaniern und Hong Kong.
Endstand
| Rang | Land     | Spieler         | Spieler         |
| ---- | -------- | --------------- | --------------- |
| 1.   | Japan    | Yusuke Murakami | Koji Okajima    |
| 2.   | Spanien  | Marcel Chaves   | Florencio Monge |
| 3.   | Hongkong | Ka Kin Chan     | Man Fai Lo      |

## Kunstradfahren
Es werden Wettkämpfe im 1er- 2er- und 4er-Kunstradfahren der Damen, im 1er-Kunstradfahren der Herren und 2er-Kunstradfahren in einer offenen Klasse durchgeführt.

### Modus
Jeder Teilnehmer bzw. jedes Team hat eine Kür zu fahren.
Diese dauert maximal sechs Minuten und beinhaltet bei den Einzelstartern 28 und bei den Duos 22 verschiedene Elemente mit je einer gewissen Schwierigkeitsstufe, die mit der Grundpunktzahl addiert als Basis für die Bewertung dienen (eingereichte Punkte). Das Endresultat ergibt sich nach Abzug der Fehlerpunkte (ausgefahrene Punkte).

### Frauen

#### Einer
Insgesamt nahmen am Wettkampf 20 Athletinnen aus 14 Nationen teil.
Medaillengewinner
| Rang | Land        | Fahrerin          | einger. | ausgef. |
| ---- | ----------- | ----------------- | ------- | ------- |
| 1.   | Deutschland | Lisa Hattemer     |         | 178.33  |
| 2.   | Deutschland | Viola Brand       |         | 173.75  |
| 3.   | Slowakei    | Nicole Frýbortová |         | 166.75  |
| 4.   | Österreich  | Julia Walser      |         | 146.36  |
| 5.   | Österreich  | Melanie Mörth     |         |         |
| 6.   | Schweiz     | Nathalie Walter   |         |         |

#### Zweier
Insgesamt nahmen am Wettkampf 10 Teams aus sechs Nationen teil.
Die deutschen Schwestern Nadja und Julia Thürmer konnten sich in der Finalrunde den Sieg sichern.
Medaillengewinner
| Rang | Land        | Fahrerin 1      | Fahrerin 2     | einger. | ausgef. |
| ---- | ----------- | --------------- | -------------- | ------- | ------- |
| 1.   | Deutschland | Nadja Thürmer   | Julia Thürmer  |         | 156.51  |
| 2.   | Deutschland | Lena Bringsken  | Lisa Bringsken |         | 130.17  |
| 3.   | Schweiz     | Fabienne Gamper | Rahel Nägele   |         | 115.60  |

#### 4er Team
Das Teilnehmerfeld bestand aus fünf Teams.
Medaillengewinner
| Rang | Land        | Fahrerinnen                                                     | einger. | ausgef. |
| ---- | ----------- | --------------------------------------------------------------- | ------- | ------- |
| 1.   | Schweiz     | Céline Burlet Flavia Zuber Melanie Schmid Jennifer Schmid       |         | 222.24  |
| 2.   | Deutschland | Katharina Gülich Ramona Ressel Ramona Strassner Christina Posch |         | 216.35  |
| 3.   | Slowakei    | Henrietta Domin Dora Szabo Viktoria Glofac Alica Vincze         |         | 180.78  |
| 4.   | Österreich  | Leonie Huber Lukas Schneider Lea Schneider Lorena Vogel         |         | 180.78  |

### Männer Einer
Der 20-jährige Lukas Kohl aus Kirchehrenbach bezwang den Titelverteidiger Michael Niedermeier und holte sich nach dem Deutschen Meistertitel auch das Regenbogentrikot des Weltmeisters.
Medaillengewinner
| Rang | Land        | Fahrer              | einger. | ausgef. |
| ---- | ----------- | ------------------- | ------- | ------- |
| 1.   | Deutschland | Lukas Kohl          |         | 199.43  |
| 2.   | Deutschland | Michael Niedermeier |         | 192.32  |
| 3.   | Schweiz     | Yannick Martens     |         | 186.51  |
| 4.   | Hongkong    | Chin To Wong        |         | 174.68  |
| 5.   | Schweiz     | Lukas Burri         |         | 156.55  |
| 9.   | Österreich  | Marcel Schnetzer    |         | 139.36  |

### Pair Open
Es nahmen insgesamt neun Duos aus sechs Nationen teil.
Zum vierten Mal in Folge holten sich am Samstagabend die Brüder André und Benedikt Bugner den Weltmeister-Titel im Zweier der Offenen Klasse.
Medaillengewinner
| Rang | Land        | Fahrer 1         | Fahrer 2        | einger. | ausgef. |
| ---- | ----------- | ---------------- | --------------- | ------- | ------- |
| 1.   | Deutschland | André Bugner     | Benedikt Bugner |         | 161.24  |
| 2.   | Deutschland | Serafin Schefold | Max Hanselmann  |         | 145.50  |
| 3.   | Österreich  | Marcel Schnetzer | Jana Latzer     |         | 124.06  |